# Pharyngonema mekongianus
Pharyngonema mekongianus is een rondwormensoort. De wetenschappelijke naam van de soort is voor het eerst geldig gepubliceerd in 1923 door Pierantoni.